# キョーレツナリズム
『キョーレツナリズム』 (KYOURETU NA RHYTHM) は、イエロー・マジック・オーケストラ (YMO) のベスト・アルバム。アメリカでは1991年にレストレスレコード、イギリスでは、1992年にアメリカと同様レストレスレコード、日本では1992年7月21日にアルファレコードより発売された。

## 解説
- 当初は、海外で発売されたYMOのベスト・アルバムである。YMO散開後も過去の作品の再発売の要望は世界的に衰えず、アメリカのレーベルであるレストレスレコード（英語版）が、過去の作品の再発売を行うこととなった。それを記念したものである。
- ただのベスト・アルバムではなく、海外マスタリングの音源を使っている。1曲目が「LOTUS LOVE」であったり、日本で爆発的に売れたアルバム『ソリッド・ステイト・サヴァイヴァー』からの選曲が「RYDEEN」だけであったり、坂本龍一単独作の曲が選曲されてないなど、他のベスト・アルバムと比べると、選曲が異彩を放っている。
- 最後の「NICE AGE THE TF Production REMIX」は日本だけのボーナス・トラック。TF Productionとは、福富幸宏と寺田康彦のユニットのことである。

## 批評
| 専門評論家によるレビュー | 専門評論家によるレビュー |
| レビュー・スコア         | レビュー・スコア         |
| 出典                     | 評価                     |
| ------------------------ | ------------------------ |
| CDジャーナル             | 否定的                   |

- 音楽情報サイト『CDジャーナル』では、収録曲に関して「どういう基準による選曲なんだか、ベスト盤とも言い難いもので、ちょっと意図不明。ライナーのYMO年表は重宝するでしょうが」と否定的に評価している[1]。

## 収録曲

### アメリカ・イギリス版
| 全編曲: YMO。 |                                                                 |                                        |                    |       |
| #             | タイトル                                                        | 作詞                                   | 作曲               | 時間  |
| 1.            | 「LOTUS LOVE」                                                  | 細野晴臣                               | 細野晴臣           | 4:06  |
| 2.            | 「CHAOS PANIC」                                                 | 細野晴臣、ピーター・バラカン           | 細野晴臣           | 4:13  |
| 3.            | 「手掛かり」(KEY)                                               | 細野晴臣、ピーター・バラカン           | 細野晴臣、高橋幸宏 | 4:36  |
| 4.            | 「キュー」(CUE)                                                 | 高橋幸宏、細野晴臣、ピーター・バラカン | 高橋幸宏、細野晴臣 | 4:35  |
| 5.            | 「コンピューター・ゲーム」(COMPUTER GAMES)                      |                                        | YMO                | 6:41  |
| 6.            | 「ジャム」(PURE JAM)                                            | 高橋幸宏、ピーター・バラカン           | 高橋幸宏           | 4:34  |
| 7.            | 「ナイス・エイジ」(NICE AGE)                                    | クリス・モズデル                       | 高橋幸宏、坂本龍一 | 6:00  |
| 8.            | 「タイトゥン・アップ」(TIGHTEN UP)                              | ビリー・バトラー                       | アーチー・ベル     | 5:44  |
| 9.            | 「ライディーン」(RYDEEN)                                        |                                        | 高橋幸宏           | 4:29  |
| 10.           | 「MEGAMIX YMO in the '90s」(Produced & Remixed by Pete Lorimer) |                                        |                    | 13:13 |
| 合計時間:     | 合計時間:                                                       | 合計時間:                              | 合計時間:          | 58:11 |

### 日本版
| 全編曲: YMO。 |                                                                           |                                        |                    |       |
| #             | タイトル                                                                  | 作詞                                   | 作曲               | 時間  |
| 1.            | 「LOTUS LOVE」                                                            | 細野晴臣                               | 細野晴臣           | 4:06  |
| 2.            | 「CHAOS PANIC」                                                           | 細野晴臣、ピーター・バラカン           | 細野晴臣           | 4:13  |
| 3.            | 「手掛かり」(KEY)                                                         | 細野晴臣、ピーター・バラカン           | 細野晴臣、高橋幸宏 | 4:36  |
| 4.            | 「キュー」(CUE)                                                           | 高橋幸宏、細野晴臣、ピーター・バラカン | 高橋幸宏、細野晴臣 | 4:35  |
| 5.            | 「コンピューター・ゲーム」(COMPUTER GAMES)                                |                                        | YMO                | 1:47  |
| 6.            | 「ファイアー・クラッカー」(FIRE CRACKER)                                  |                                        | マーティン・デニー | 4:54  |
| 7.            | 「ジャム」(PURE JAM)                                                      | 高橋幸宏、ピーター・バラカン           | 高橋幸宏           | 4:34  |
| 8.            | 「ジングル“Y.M.O.”」(JINGLE "Y.M.O.")                                     |                                        | YMO                | 0:20  |
| 9.            | 「ナイス・エイジ」(NICE AGE)                                              | クリス・モズデル                       | 高橋幸宏、坂本龍一 | 3:43  |
| 10.           | 「スネークマン・ショー」(SNAKEMAN SHOW)                                   |                                        |                    | 1:56  |
| 11.           | 「タイトゥン・アップ」(TIGHTEN UP)                                        | ビリー・バトラー                       | アーチー・ベル     | 3:42  |
| 12.           | 「スネークマン・ショー」(SNAKEMAN SHOW)                                   |                                        |                    | 2:02  |
| 13.           | 「ライディーン」(RYDEEN)                                                  |                                        | 高橋幸宏           | 4:29  |
| 14.           | 「MEGAMIX YMO in the '90s」(Produced & Remixed by Pete Lorimer)           |                                        |                    | 13:15 |
| 15.           | 「NICE AGE THE TF Production REMIX」(Produced & Remixed by TF Production) |                                        |                    | 6:24  |
| 合計時間:     | 合計時間:                                                                 | 合計時間:                              | 合計時間:          | 64:36 |

## リリース履歴
| No. | 日付          | 国名           | レーベル           | 規格 | 規格品番  | 最高順位 | 備考 |
| --- | ------------- | -------------- | ------------------ | ---- | --------- | -------- | ---- |
| 1   | 1991年        | アメリカ合衆国 | レストレスレコード | CD   | 7 72574-2 | -        |      |
| 2   | 1992年        | イギリス       | レストレスレコード | CD   | LS 9189 2 | -        |      |
| 3   | 1992年7月21日 | 日本           | アルファレコード   | CD   | ALCA-331  | 61位     |      |
| 4   | 1994年8月31日 | 日本           | アルファレコード   | CD   | ALCA-9059 | -        |      |